# Genesee (Nowy Jork)
Genesee – miasto w Stanach Zjednoczonych, w stanie Nowy Jork, w hrabstwie Allegany.